# Alemaz Samuel
Alemaz Samuel (* 5. Juli 1999) ist eine äthiopische Mittel- und Langstreckenläuferin, die sich auf den 1500-Meter-Lauf spezialisiert hat.

## Sportliche Laufbahn
Erste internationale Erfahrungen sammelte Alemaz Samuel bei den Juniorenafrikameisterschaften 2017 in Tlemcen, bei denen sie in 3:31,59 min die Bronzemedaille im 1500-Meter-Lauf gewann. Im Jahr darauf siegte sie in diesem Bewerb in 4:09,67 min bei den U20-Weltmeisterschaften in Tampere.

## Persönliche Bestzeiten
- 1500 Meter: 4:01,78 min, 4. Mai 2018 in Doha
  - 1500 Meter (Halle): 4:05,36 min, 15. Februar 2018 in Toruń
- 3000 Meter: 8:37,68 min, 4. September 2018 in Zagreb
  - 3000 Meter (Halle): 8:43,76 min, 8. Februar 2019 in Madrid